# 기름야자 수프
기름야자 수프(--椰子soup)는 기름야자 열매를 넣어 끓인 수프이다. 나이지리아, 가나, 카메룬 등 서아프리카 지역에서 즐겨 먹는 음식이다.

## 이름
- 데데치(에웨어: dedetsi)
- 방가(우르호보어: banga)
- 아벤콴(아칸어·판티어: abenkwan)
- 오궈 아미에디(우르호보어: oghwo amiedi)
- 오페 아쿠(이그보어: ofe akwu)
- 은메워누(가어: nmewonu)
- 음메콴(아칸어·트위어: mme-kwan)
- 이주워 이비에디(이소코어: izuwo ibiedi)
- 팜넛 수프(영어: palm nut soup)

## 같이 보기
- 땅콩 수프
- 므왐바